# Derek Watkins
Derek Watkins (Reading, 2 maart 1945 —  Esher, 22 maart 2013) was een Brits trompettist. Hij speelde onder andere samen met Benny Goodman, Frank Sinatra en het James Last Orchestra en hij speelde mee in de soundtracks van diverse films, waaronder alle James Bond-films die er tijdens zijn leven zijn gemaakt. Hij stond internationaal bekend als een van de beste all-round trompettisten.

## Geschiedenis
Watkins werd geboren in een muzikale familie. Zijn overgrootvader was koperblazer bij het Leger des Heils in Wales, terwijl zijn grootvader onderwees in het bespelen van blaasinstrumenten aan de universiteit van Reading, en een van de oprichters was van de Spring Gardens Brass Band in Reading, totdat deze door Watkins' vader werd opgevolgd. Op vierjarige leeftijd begon Watkins de kornet te bespelen, een kunst die hij afkeek van zijn vader. Op jeugdige leeftijd won hij met dit instrument al verschillende prijzen.
Op zijn 17de begon Watkins aan zijn professionele muzikale carrière. Tijdens zijn carrière zou hij spelen met een scala aan artiesten, waaronder Frank Sinatra, Barbra Streisand, Tom Jones, Count Basie, John Dankworth, Stan Tracey, the Ted Heath Orchestra, Benny Goodman, Henry Mancini, Maynard Ferguson, Kiri te Kanawa, het London Symphony Orchestra, Oasis, Robbie Williams, James Last, Leonard Bernstein, Dizzy Gillespie, Oscar Peterson, Jose Carreras, Placido Domingo, The Beatles, Elton John, Natalie Cole, Eric Clapton en Kylie Minogue.
Watkins raakte bevriend met Richard Smith, en zette met hem het bedrijf Smith-Watkins Instruments op. Dit bedrijf specialiseerde zich in het produceren en leveren van trompetten en kornetten voor specifieke klanten.
Watkins speelde mee in de filmmuziek van verscheidene films, waaronder Mission Impossible, The Mummy, Basic Instinct, Indiana Jones, Gladiator, Johnny English, Superman 1 & 2, Bridget Jones Diary en Chicago. Voor deze laatste film speelde hij de openingssolo. Daarnaast speelde Watkins mee in de soundtrack van alle James Bondfilms (Dr. No tot en met Skyfall) die er tijdens zijn leven werden uitgebracht.

## Persoonlijk
Watkins was getrouwd met Wendy Watkins en had drie kinderen.
- Bibsys: 4035364
- Bibliothèque nationale de France: cb14238078j (data)
- Gemeinsame Normdatei: 13463151X
- International Standard Name Identifier: 0000 0000 5552 3985
- Library of Congress Control Number: n92060648
- MusicBrainz: 0905529e-d273-4f50-bce1-cb8efbf03d0d
- Virtual International Authority File: 45958775
- WorldCat: E39PBJjmRybmBxkY8vPbGv46rq